# Erika deLone
Erika deLone (Boston, 14 oktober 1972) is een voormalig tennisspeelster uit de Verenigde Staten van Amerika.
Zij begon op vijfjarige leeftijd met het spelen van tennis.
In 1990 speelde ze op de Australian Open haar eerste grandslamwedstrijd. DeLone ging in 2003 met pensioen.
De zus van Erika deLone, Amy deLone, was ook een tennisspeelster.